# Уотсон, Антонио
Антонио Уотсон (англ. Antonio Watson; род. 11 сентября 2001) — ямайский легкоатлет, специализирующийся в беге на 400 метров. Чемпион мира 2023 года. Серебряный призёр летних юношеских Олимпийских игр 2018 года.

## Биография
В 2018 году он завоевал серебряную медаль в беге на 200 метров на летних юношеских Олимпийских играх, проходивших в Буэнос-Айресе, в Аргентине. В 2021 году Антонио завоевал бронзовую медаль на дистанции 200 метров и золото в эстафете 4х100 метров на чемпионате NACAC U23.
В 2023 году на чемпионате мира по лёгкой атлетикев Будапеште Уотсон выиграл золото в беге на 400 метров с результатом 44,22. С 1983 года, когда на первом чемпионате мира победу праздновал Берт Камерон, у ямайских атлетов не было золота в этом виде программы.

## Основные результаты
| Год  | Турнир         | Место проведения  | Дисциплина | Место | Результат |
| ---- | -------------- | ----------------- | ---------- | ----- | --------- |
| 2023 | Чемпионат мира | Будапешт, Венгрия | 400 метров | 1     | 44,22     |